# Parasesostris
Parasesostris is een geslacht van hooiwagens uit de familie Assamiidae.
De wetenschappelijke naam Parasesostris is voor het eerst geldig gepubliceerd door Roewer in 1915. 

## Soorten
Parasesostris is monotypisch en omvat slechts de volgende soort:
- Parasesostris granulatus